# With (雑誌)
『with』（ウィズ）は、講談社から刊行されている20代〜30代女性向けファッション雑誌。1981年8月創刊。
発売日は毎月28日で、『CanCam』や『JJ』などの「赤文字系」ファッション雑誌と比べると、購読層は若干上の世代である。同じ毎月28日発売の『MORE』（集英社）とは同じ世代を対象としている。
2022年5月号（同年3月28日発売予定）をもって定期刊行を終了し、適時刊行へ変更することを同年1月18日に出版元の講談社が発表した。以降はウェブサイト「with online」を事業の中核に据え、印刷メディアに加えてユーザーのライフスタイルに寄り添ったコミュニティとサービスを付加した、次世代事業モデルの構築を目指すとしている。
2022年12月に適時刊行1号目が発売。従来のファッション雑誌から、著名人のグラビア及びインタビューを主軸とした「ヴィジュアルインタビュー誌」に全面刷新された。

## with models
※2021年9月時点

### 専属モデル
- 宮田聡子（2009年1月号 - 、Oggiレギュラーモデル・andGIRLモデル兼任）
- 舟山久美子（2014年11月号 - ）
- 山崎あみ（2014年6月号 - ）[4]
- 小林由依（櫻坂46、2018年9月号 - ）[5]
- トリンドル玲奈（2019年4月号 - ）
- 梅澤美波（乃木坂46、2019年5月号 - ）
- 濱岸ひより（日向坂46、2021年11月号 - ）[6]

### レギュラーモデル
- 堀田茜（2018年5月号 - ）
- 広瀬アリス（2018年6月号 - ）
- 小倉優香（2019年7月号 - ）
- 工藤美桜（2021年6月号 - ）[7]

### 登場モデル
- 佐野ひなこ
- Niki（JJモデル兼任）

### 過去に登場したモデル
- 愛甲千笑美
- 加藤幸子
- 田丸麻紀
- 甘糟記子
- 佐藤純
- 小林明美
- 相馬ゆきえ
- 菅井悦子
- 落合砂央里（現：砂央里）
- 比留川游
- 制野愛（現：中嶋愛）
- 阿部まりな
- 尾澤直美
- 林真愛
- 仲間リサ
- 葉山スミレ
- 鈴木冴
- 森絵里香
- 矢野未希子
- カトリーナ
- 青山レイラ
- 平野由実
- 阪井まどか
- 早見あかり
- 松井愛莉
- 菅原沙樹
- 里海
- 吉倉あおい
- 千国めぐみ
- 野崎萌香
- 菅野結以
- 長谷川愛奈
- 青野楓
- 佐々木希
- 鈴木ちなみ
- 垣内彩未